# Orijärvi (sjö i Kymmenedalen)
Orijärvi är en sjö i Finland. Den ligger i kommunen Kouvola i landskapet Kymmenedalen, i den södra delen av landet, 130 km nordost om huvudstaden Helsingfors. Orijärvi ligger 43 meter över havet. Arean är 30,9 hektar och strandlinjen är 2,22 kilometer lång. Sjön  ingår i Summajokis huvudavrinningsområde.   I omgivningarna runt Orijärvi växer i huvudsak blandskog.